# Microludic
Microludic était un jeu télévisé français présenté par Jean-Claude Laval, avec la participation de Super-Défi, le personnage masqué créé à l'occasion de Super défi, et diffusé entre le 8 décembre 1983 et le 19 décembre 1984 sur TF1, le mercredi vers 16 h 25, puis vers 17 h.
Au Québec, l'émission est diffusée à partir du 13 janvier 1985 sur TVJQ.

## Description
Chaque semaine, les sept membres de deux familles, les Orange et les Citron, s'affrontaient dans trois manches de séquences chronométrées issues de différents titres du Thomson TO7(PV 2000, Les 7 Magiciens), ou encore Bédé Ludic, un quiz préparé par la production demandant de retrouver un personnage de bande dessinée grâce aux indices apparaissant dans une bulle, ou du Videopac (Le Trésor englouti+, Atlantis, etc.). Les gagnants de chaque épreuve remportaient des cadeaux : des jeux éducatifs Vifi Nathan, une console de jeu, un ordinateur personnel MO5.
Entre chaque épreuve, Super-Défi initiait les plus jeunes candidats et les téléspectateurs aux bases de la microinformatique et de la programmation.
À la fin de chaque émission, le représentant de la famille gagnante avait le privilège de se mesurer à Super-Défi.
Les demi-finales ont eu lieu les 5 et 12 décembre 1984, et la grande finale pour la dernière émission le 19 décembre 1984. Quatre familles se sont alors affrontées sur un simulateur de vol Airbus.